# Salar d'Antofalla
Le Salar d'Antofalla est un salar ou désert de sel d'Argentine. Il est situé dans la province de Catamarca (département d'Antofagasta de la Sierra). Il se trouve à une altitude d'environ 3 300 mètres et s'étend dans une cuvette étroite allongée du sud-sud-ouest au nord-nord-est. Il est long de plus de 150 km, et sa superficie est de 500 km2. Il ne fait donc que 6-7 km de large en moyenne.
Il est dominé à l'ouest par l'imposant volcan actif Antofalla (6 409 m) au sommet enneigé, qui y forme un puissant massif avec ses voisins tels le Conito de Antofalla (5 583 m), le Cerro de la Aguada, le volcan Lila (5 752 m), le Cerro Cajeros (5 725 m) et le Botijuela.
Les eaux de ruissellement de l'Antofalla ont formé un important cône de déjection en bordure de ce salar. Dans cette zone, les anciennes coulées de lave du Conito de Antofalla s'étendent dans le salar.
Au sud, dans l'enfilade de la dépression qui héberge le salar, le volcan Peinado, se dresse à quelque trente-cinq kilomètres et, avec son superbe cône presque parfait, domine le paysage et y forme un panorama splendide.
Le salar d'Antofalla possède en plein centre trois petites lagunes appelées Ojos del Campo reliées entre elles, mais offrant l'étonnante particularité d'être chacune de couleur différente. La première est bleue, la deuxième noire, et la troisième de couleur orangée.
À l'exception de la toute petite localité d'Antofalla située à l'est du massif, non loin du Salar, la région est presque inhabitée. Le village d'Antofalla compte une quarantaine d'habitants. 96 km de piste le séparent d'Antofagasta de la Sierra. Il s'agit d'une des régions les plus isolées du pays qui, totalement dépourvue de route, se prête seulement au tourisme d'aventure et aux expéditions scientifiques. Un véhicule quatre roues motrices est fortement conseillé pour accéder au Salar d'Antofalla, à partir d'Antofagasta de la Sierra.